# Saint-Estèphe (Dordogne)
Saint-Estèphe település Franciaországban, Dordogne megyében. Lakosainak száma 584 fő (2022. január 1.). Saint-Estèphe Busserolles, Piégut-Pluviers, Augignac, Le Bourdeix, Étouars és Bussière-Badil községekkel határos.

## Népesség
A település népessége az elmúlt években az alábbi módon változott:
| Lakosok száma | 643  | 612  | 604  | 596  | 598  | 612  | 613  | 599  | 592  | 584  |
|               | 1968 | 1982 | 1990 | 2006 | 2013 | 2015 | 2017 | 2019 | 2020 | 2022 |